# Metis sanguinea
Metis sanguinea is een eenoogkreeftjessoort uit de familie van de Metidae. De wetenschappelijke naam van de soort is voor het eerst geldig gepubliceerd in 1927 door Labbé.